# Richard Dybeck

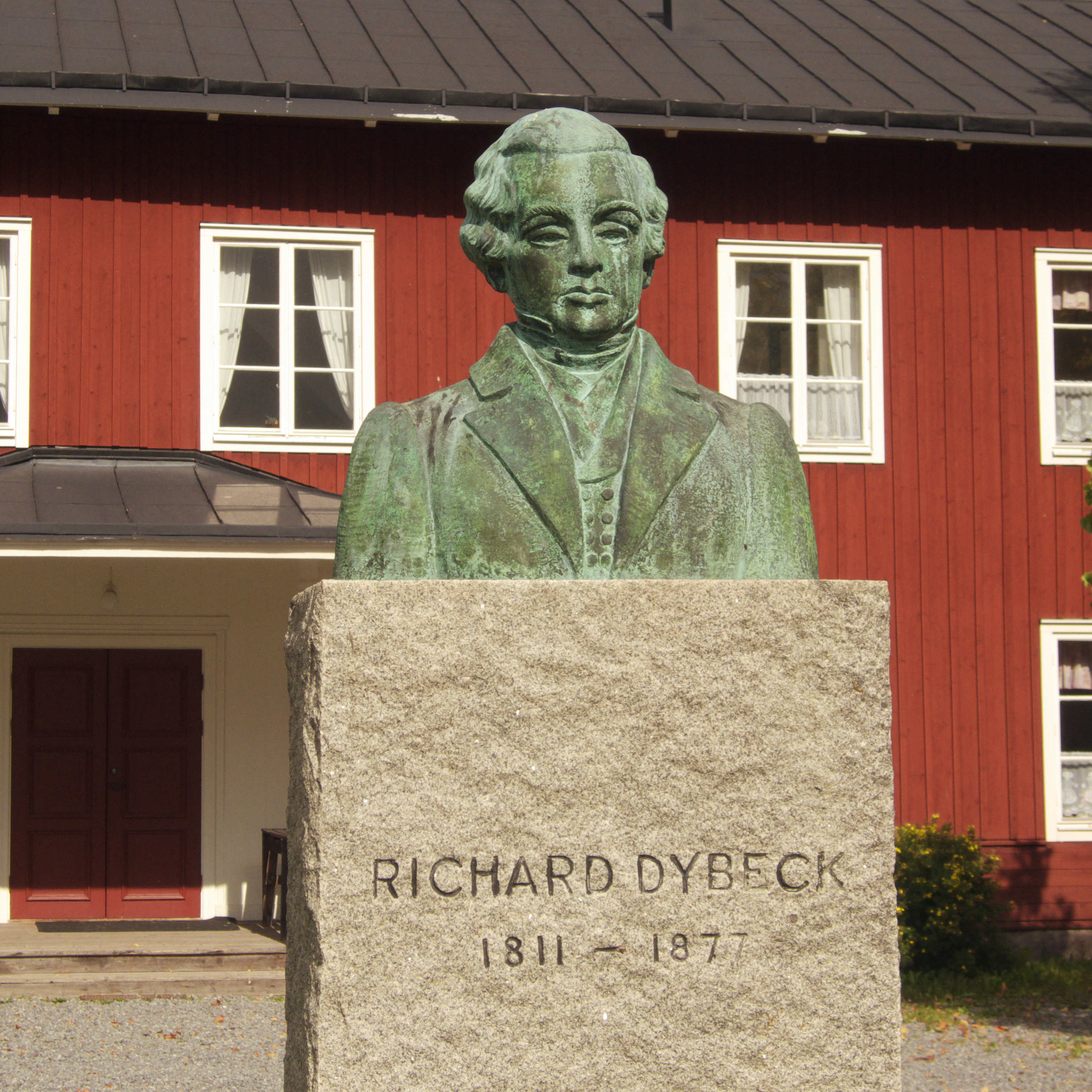
Richard Dybeck

Richard Dybeck (* 1. September 1811 in der Kirchengemeinde Odensvi, Gemeinde Köping; † 28. Juli 1877 in Södertälje) war ein schwedischer Altertumsforscher, Ethnologe und Dichter der ersten beiden Strophen der schwedischen Nationalhymne Du gamla, du fria.

## Leben
Nach der Schule in Västerås studierte der Sohn eines Pfarrers Rechtswissenschaften an der Universität Uppsala und wurde 1834 Richter am Svea hovrätt. Trotz seiner juristischen Ausbildung interessierte sich Dybeck sehr für Runen und Runensteine und forschte auf archäologischem Gebiet. 1868 entdeckte er den Runenstein von Yttergärde in Orkesta in der schwedischen Provinz Uppland. Zeit seines Lebens war er stellvertretender Bürgermeister von Torshälla und Eskilstuna sowie Herausgeber der archäologischen Zeitschrift Runa.
Du gamla, Du fria war ursprünglich ein textloses Volkslied, welches von Dybeck in der schwedischen Provinz Västmanland aufgezeichnet und, mit zwei Textstrophen versehen, am 13. November 1844 in Stockholm uraufgeführt wurde.
Dybeck war Mitglied der Kungliga Vitterhets Historie och Antikvitets Akademien in Stockholm.

## Werke
- Du gamla, du fria (1844)
- Mandom, mod och morske män (1858)